# Limay (rivier)
De Limay is een rivier in Argentinië.
De Limay vloeit bij de stad Neuquén samen met de rivier de Neuquén, waarna beide rivieren verdergaan als Rio Negro.
In de loop van de Limay liggen vijf waterkrachtcentrales, waarmee ruim een kwart van de hydro-elektrische energie van Argentinië wordt opgewekt. Door de aanleg van de vijf dammen voor deze centrale is de loop van de oorspronkelijke rivier behoorlijk ingekort. Oorspronkelijk was de Limay 450 kilometer lang.
- Library of Congress Control Number: sh85076995
- Nationale Bibliotheek van Israël: 987007529222605171
- Virtual International Authority File: 315526426